# 贝尔费 (杜省)
贝尔费（法語：Belfays，法語發音：[bɛlfɛj]）是法国杜省的一个市镇，属于蒙贝利亚尔区。

## 地理
贝尔费（47°15'33"N, 6°53'47"E）面积3.2 平方千米，位于法国勃艮第-弗朗什-孔泰大區杜省，该省份为法国东部内陆省份，北起上索恩省，西接汝拉省，东部及东南部与瑞士接壤，东北部与贝尔福地区省接壤。
与贝尔费接壤的市镇（或旧市镇、城区）包括：费瑟维莱尔、于蒂耶尔、当普里沙尔。

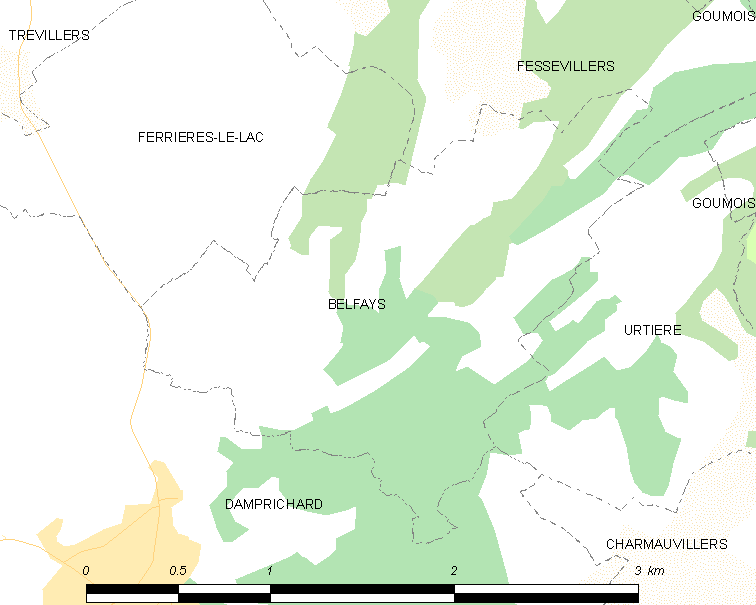
的OSM定位图

贝尔费的时区为UTC+01:00、UTC+02:00（夏令时）。

## 行政
贝尔费的邮政编码为25470，INSEE市镇编码为25049。

## 政治
贝尔费所属的省级选区为迈什县。

## 人口

1962-2008年间人口变化图示

贝尔费于2022年1月1日时的人口数量为131人。